# Angresse
Angresse é uma comuna francesa na região administrativa da Nova Aquitânia, no departamento Landes. Estende-se por uma área de 7,69 km². Em 2010 a comuna tinha 2 112 habitantes (densidade: 274,6 hab./km²).